# Клачина
Клачина је врста грађевине за спремање клака (креча, вапна). 
- Најприје се ископа рупа пречника око три, а дубине око два метра. Озид је кружан и ради се од већих комада камена. Када озид достигне висину од једног метра изнад тла, почиње се правити купасти волат. Ради се, као и озид, од крупнијег камења. Споља од волта, наоколо се поставља прво велико па све мање и мање камење (до величине јајета). Дебљина тог слоја је до метра. На удаљености до седамдесет сантиметара плете се плот. Међупростор се испуњава земљом ради термичке заштите. Камење се слаже у висину до око метар изнад средине куполе. Величина камења је као и код бочних страна, прво велики па на врху најмањи. Горња површина је равна. На средини те површине поставља се шиљаст камен и зове се „кокот“. Кад он изгори печење је завршено.
- Висина клачине се мјери у лактима.
- Као гориво се употребљавају дрва. Ватра мора бити добра и непрекидна. Печење се врши онолико чела колико је лаката клачина висока. Чело је вријеме од дванаест сати. Када се утврди да је камен изгорио, прекида се ложење и настаје период хлађења. Послије хлађења клак се односи и гаси водом и тек је онда спреман за даљу употребу.